# Jacaranda copaia
Espèce
Classification APG III (2009)
Synonymes
Selon Tropicos (20 mai 2022)
- Bignonia copaia Aubl. - Basionyme
- Bignonia procera Willd.
- Jacaranda amazonensis Vattimo
- Jacaranda copaia subsp. spectabilis (Mart. ex DC.) A.H. Gentry
- Jacaranda copaia var. paraensis Huber
- Jacaranda copaia var. spectabilis (Mart. ex DC.) Bureau ex Bureau & K. Schum.
- Jacaranda paraensis (Huber) Vattimo
- Jacaranda procera R. Br.
- Jacaranda spectabilis Mart. ex DC.
- Jacaranda superba Pittier

Selon GBIF (20 mai 2022)
- Bignonia copaia Aubl. - Basionyme

Jacaranda copaia est une espèce de plantes à fleurs de la famille des Bignoniaceae. C'est un arbre originaire d'Amérique du Sud.
Il est connu en Guyane sous les noms de Copaïa, Onguent pian de Cayenne, Faux simarouba, Coupaya, Coupaia, Bois pian (à Saül, nom partagé avec Gustavia augusta), Bois blanc (Créole), Pala'i, Mapili poà (Wayãpi), Pada (Palikur), Fii ati, Faya ati (Aluku), Caroba, Pará-pará, Marupa falso (Portugais),, Yachimambo (Nenge tongo), Kupaya (Kali'na).
On le nomme aussi Flor azul, Palo azul, Pata de garza, Puti, Uai-cuima-yek, Wei-oima-yek (Arekuna) au Venezuela, Kuiship en Équateur (Capirona de la province de Napo), Caroba au Brésil, Phootee au Guyana, Goebaja au Suriname.

## Description
Jacaranda copaia est un arbre haut de 20 à 30 m à tronc droit, cylindrique, dépourvu de contreforts, à écorce brune, fissurée à liber orange. Les tiges et petits rameaux sont glabrescents, finement lenticellés, avec des poils simples et des écailles.
Les feuilles sont opposées, composées bipennées, très grandes, surtout chez les arbres juvéniles.
Le pétioles ultime est long de (0)2-5 mm.
Le rachis non ailé porte 3-5 paires de pennes, portant chacune 3-24 folioles généralement opposées, mesurant 3-7 x (13)15-35 mm, de forme elliptique ou oblongue ou obovale obtuse ou aiguë-acuminée, à base en coin plus ou moins inéquilatérale, à apex aigu à obtus ou acuminé, luisantes, concolores, chartacées, ponctuées-lépidotes, glabres ou un peu pubescentes en dessous sur la côte, avec environ 5-7 paires de nervures latérales.
Les inflorescences terminales, sont de grandes panicules ou thyrse en forme de candélabre, très pubescentes, lépidotes, à fleurs multiples bleu violacé, parmi les feuilles, jusqu'à plus de 30 cm de long.
Le calice est cupulaire, tronqué ou obscurément lobé, mesurant 4-7 x 3-5 mm, densément pubérulent à pubescent, à poils simples et écailles de lépidote, irrégulièrement denté à l'apex, non côtelé à finement côtelé, sans glandes près de la marge.
La corolle, de couleur mauve bleuâtre, bleue à violette, mesure 24-34(45) x 7-15(25) mm, est densément pubérulente à poils dendroïdes, sans glandes, à pubescence étoilée en dehors.
Les staminodes portent des touffes denses de longs poils.
Le disque est petit.
L'ovaire est glabre.
Les fruits sont des capsules ligneuses, glabres à lépidote-pubescents, presque lisses ou finement rugueuses, à base étroite, s'amenuisant sur 0,4-0,5 cm, à apex obtus à arrondi, de forme oblongue à obovale, applatie, mesurant 14,5-16,5 x 8-9 x 2-2,2 cm (parfois jusqu'à 10 × 5,5 cm), avec des valves ligneuses.
Les graines sont de forme suborbiculaire, à aile interrompue au point d'attache, mesurant jusqu'à 25-30 x 40-45 x 0,5 mm,,,.

### Taxons infra-spécifiques
- Jacaranda copaia subsp. copaia porte des folioles sub-coriace, nettement pétiolulée, de forme elliptique ou oblongue-elliptique, obtuse. Ses fruits sont des capsules à valves ligneuses, larges de plus de 7 cm.
- Jacaranda copaia subsp. spectabilis (Mart. ex A. DC.) A.H. Gentry porte des folioles membraneuses, sessiles ou subsessiles, de forme rhomboïdes-elliptiques, aiguës à acuminées. Ses fruits sont des capsules à valves finement ligneuses, larges de moins de 6 cm[7].

## Répartition
Jacaranda copaia est présent au Colombie, Venezuela, Guyana, Suriname, Guyane, Équateur, Pérou, Amazonie brésilienne, et en Bolivie.
- Jacaranda copaia subsp. copaia est présent de l'Est du Venezuela (Delta Amacuro, Bolívar, Amazonas), Guyana, Suriname, Guyane, nord du Brésil adjacent.
- Jacaranda copaia subsp. spectabilis (Mart. ex A. DC.) A.H. Gentry est répandu partout au Venezuela[7].

## Écologie
Jacaranda copaia est un arbre moyen, à grand de la canopée, commun en forêt secondaire ou marécageuse, dans les clairières, particulièrement sur les basses crêtes des jeunes plaines côtières des Guyanes, parmi les plantes pionnières tardives, plus rare dans les forêts anciennes, sempervirentes, des plaines et des montagnes.
- Jacaranda copaia subsp. copaia pousse au Venezuela autour de 100–200 m d'altitude,
- Jacaranda copaia subsp. spectabilis (Mart. ex A. DC.) A.H. Gentry pousse au Venezuela autour de 100–900(–1 300) m d'altitude[7].

En Guyane, Jacaranda copaia fleurit en janvier, août, septembre, octobre, novembre, et fructifie en juin, décembre. Il est disséminé mais très commun dans les forêts de terre ferme (non inondées), généralement dans les végétations perturbées, et est très visible du ciel lorsqu'elle est en fleurs.
Jacaranda copaia a fait l'objet de diverses études sur :
- ses semences et sa germination dans le Mato Grosso (Brésil)[13],
- la biologie de sa pollinisation dans la Forêt nationale du Tapajós[14],[15],
- sa croissance dans d'anciennes cultures de manioc et bananes au Brésil[16],
- sa croissance en plantation au bout de 9 et 50 ans et sa production de bois utile à Manaus (Brésil)[17],
- la composition en tanins de son bois et son appétence par les termites de l'espèce Nasutitermes globiceps au Brésil[18],
- sa dendrochronologie en relation avec les précipitations, et son mode de croissance en tant qu'espèce pionnière en Guyane[19],
- son taux d'assimilation du CO2e et de sa conductance foliaire en Guyane[20],
- la combustion de son bois par gazéification[21],
- son histoire évolutive par datation moléculaire et sa biogéographie dans les Néotropiques depuis le Pléistocène[22],
- ses caractéristiques démo-génétiques en Guyane[23],[24],
- la structure génétique et spatiale de ses populations[25],
- la dispersion de ses graines par anémochorie et ses effets sur la génétique de ses populations à Barro Colorado (Panama)[26],
- la génétique de ses populations et du flux de gènes à Barro Colorado (Panama)[27],
- sa démographie et la phénologie de floraison[28],
- son polymorphisme nucléaire et plastidial au Brésil, en Bolivie, en Guyane et au Pérou[29].

## Utilisation
Le bois de Jacaranda copaia est de couleur blanc jaunâtre, à gros grain, facile à travailler mais peu durable (densité : 0,05) est employé en menuiserie, pour fabriquer des jouets et du papier.
Jacaranda copaia exhibe une magnifique floraison bleue.
En Guyane, la tisane de l'écorce serait purgative et le suc des feuilles était appliqué sur les ulcères de leishmaniose (pian) chez les Kali'na et les « nègres » selon Aublet (1775), chez les Créoles (onguent pian), et chez les Aluku.
Les feuilles sont utilisées en emplâtre contre la leishmaniose, par les Créoles de Saül.
La fumée de rameaux feuillés de Jacaranda copaia « brûlés » en saison sèche servent à éloigner les « yinyins » chez les Wayãpi. D'après ces derniers, les jaguars empoisonneraient leurs griffes avec sa sève en lécérant son écorce.
L'écorce des jeunes branches, réputée émétique et purgative, était très employée, en poudre comme antisyphilitique.
La résine de Jacaranda copaia (baume de caroba) est considérée comme dépurative et succédané de la salsepareille comme antisyphilitique.
Les Tiriyó du Nord du Pará utilisent Jacaranda copaia comme fébrifuge et fortifiant.
Les Amérindiens du haut Uaupès (Kubeo, Tukano, Uanano...) utilisent la tisane d'écorce pour soigner la grippe et la pneumonie.

## Chimie
Le liber de Jacaranda copaia renferme 0,43 % d'une saponine stéroïdique.
Jacaranda copaia contient de la jacaranone (benzoquinone) qui inhibe le développement des leishmanies, à une dose cependant toxique pour les macrophages.
La jacaranone présente aussi une activité anticancéreuse.
Les extraits de plantes du genre Jacaranda ont montré une forte toxicité cutanée associée à une activité modérée contre la leishmaniose.
Le genre Jacaranda présenterait un potentiel pharmaceutique sous-estimé et mériterait des études plus approfondies.
On a isolé dans l'extrait de feuilles de Jacaranda copaia des huiles et graisses, des triterpènes-stéroïdes, des catéchines, des saponines, des sucres réducteurs, des alcaloïdes, des quinones, des tanins et des constituants amers. Cet extrait a présenté des activités antibactériennes et une toxicité modérée sur Artemia salina.

## Protologue
En 1741, Pierre Barrère rapporte ceci :

« IACARANDA arbor, polyphylla, maxime procera. Iacaranda braſilienſibus Marcg. Arbre de S. Jean. May. On n'a pas vû la fleur ni le fruit de cet arbre, qu'on a cru devoir rapporter ici ſous le nom qu'il eſt déſigné dans Marcgrave. »

— Pierre Barrère, 1741.
En 1775, le botaniste Aublet propose le protologue suivant pour Bignonia copaia Aubl., 1775 (synonyme d’Jacaranda copaia (Aubl.) D.Don, 1823) :
« BIGNONIA (Copaïa) foliis bipinnatis ; foliolis fructu ſubrotundo, compreſſo. (TABULA 265.)
Bignonia arbor amplo buxi folio, fructu ovato, latiori, depreſſo (faya). Barrer. Franc. Equinox. pag. 11.

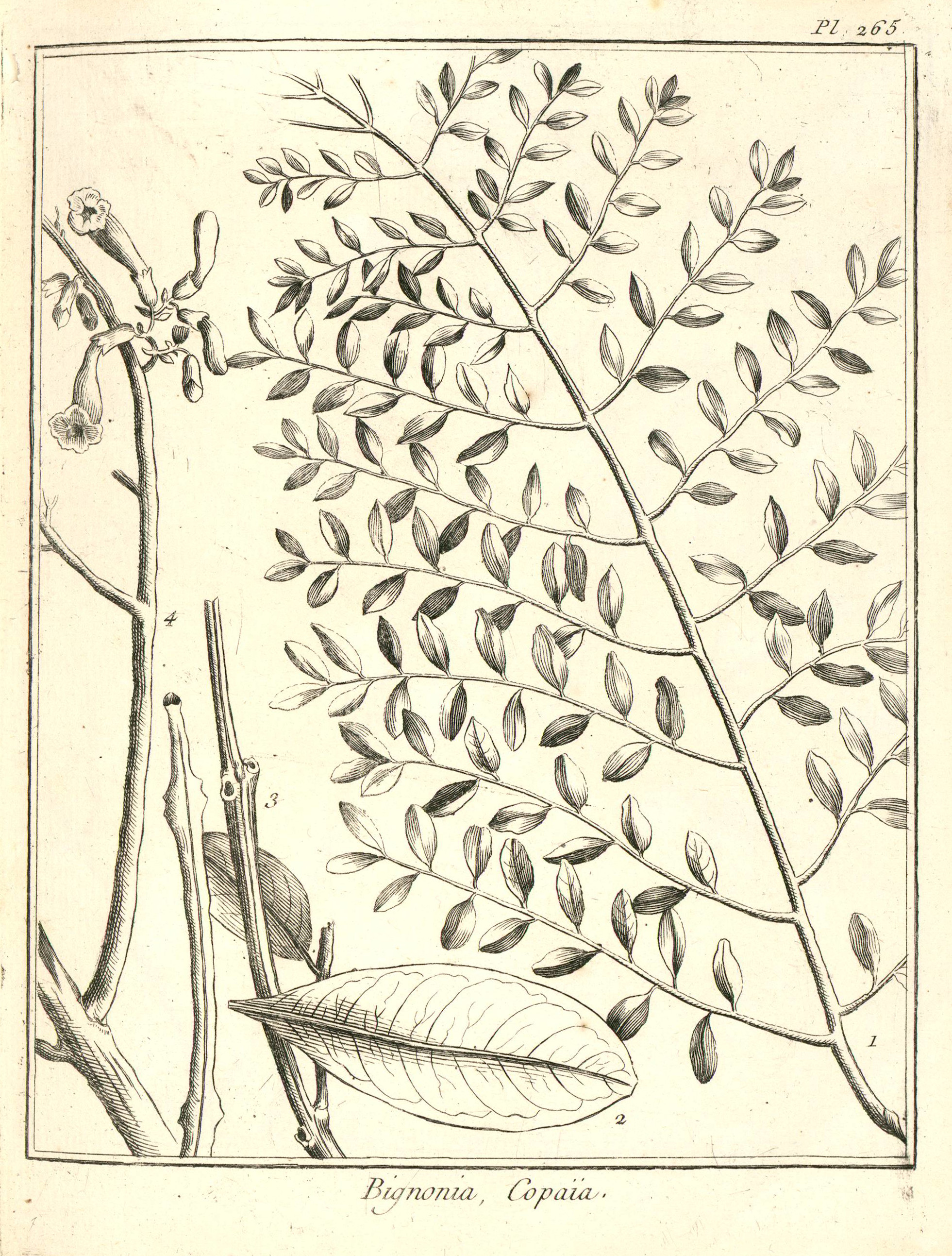
Bignonia copaia d'après Aublet, 1775
Planche 265 : On a diminué beaucoup la feuille entière qu'on a représentée. La foliole ſéparée, la branche avec ſes fleurs ſont de grandeur naturelle. - 1. Feuille entière. - 2. Foliole de grandeur naturelle. - 3. Portion de côte de la feuille de groſſeur naturelle. - 4. Portion de panicule des fleurs. - Pour la capſule, voyez la Planche 262. Fig. 1.

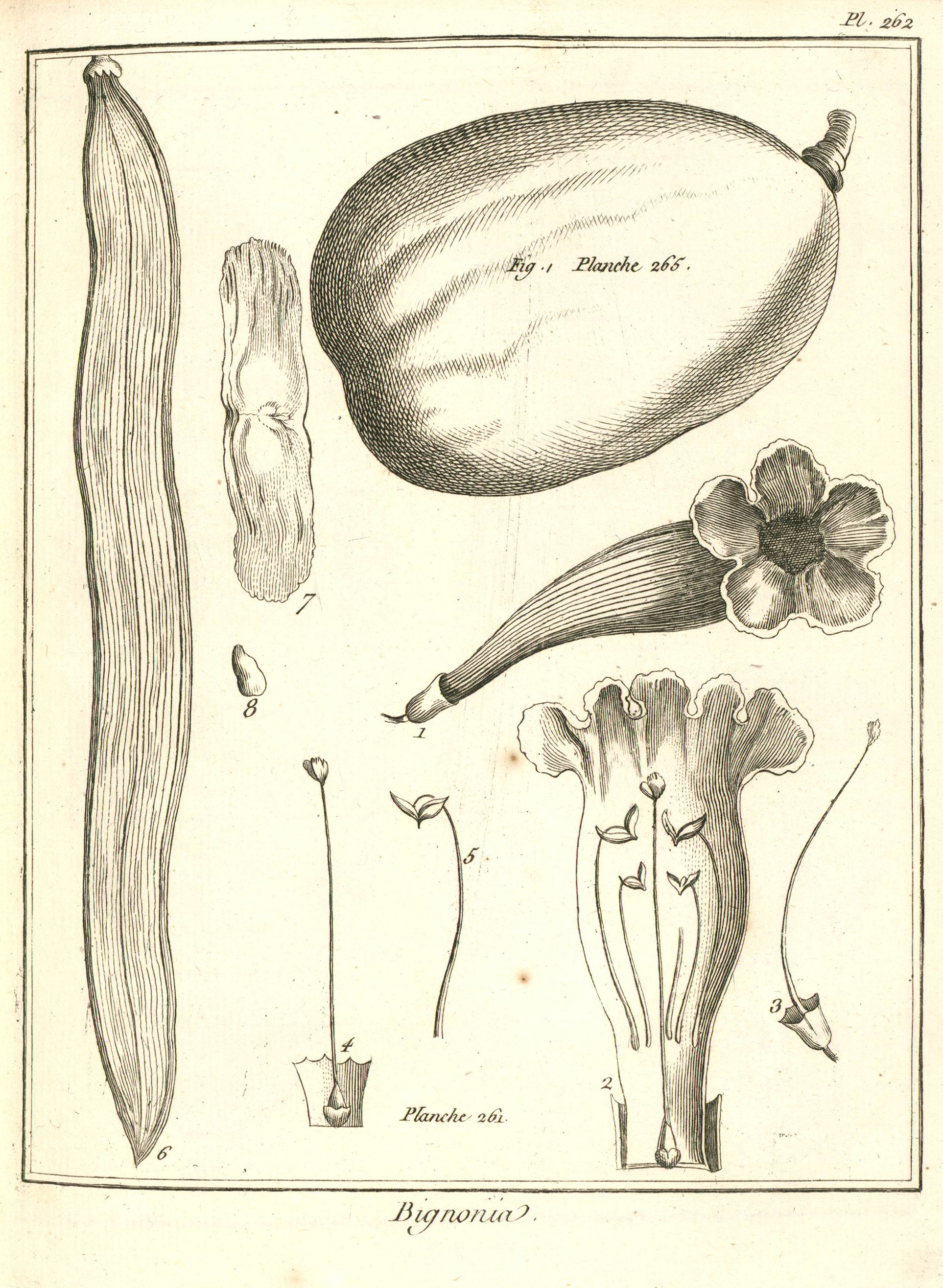
Bignonia copaïa d'après Aublet, 1775
Planche 262 : Pour la capſule, voyez la Planche 262. Fig. 1..

Arbor trunco octoginta-pedali, ad ſummitatem ramoſo ; ramis erectis, ſparſis. Folia ampliſſima, oppoſita, bipinnata, foliolis ovatis, acutis, glabris, integerrimis, ſeſſilibus, alternis & oppoſitis. Flores paniculati, terminales. Corolla cærulea. Stamina quatuor fertilia, unum ſterile longum ad apicem latum & villoſum. Fructus ; capſula coriacea, ovata, compreſſa, rufeſcens, bivalvis, bilocularis, valvulis ab apice ad baſim ab utroque latere dehiſcentibus, deciduis, ſepto medio cooperto ab utraque parte feminibus planis, compreſſis, marginatis.
Florebat in ſylvis.
LA BIGNONE Copaia. (Tabula 265-262.)
Le tronc de cet arbre s'élève a ſoixante & même juſqu'a. quatre-vingt pieds, ſur deux pieds & demi ou trois pieds de diamètre. Son écorce eſt épaiſſe, de couleur cendrée. Son bois eſt blanc & peu compacte. Il pouſſe à ſon ſommet un grand nombre de groſſes branches droites, rameuſes, garnies de feuilles oppoſées & diſpoſées en croix.
Ces feuilles ſont compoſées d'une longue côte commune, des deux côtés de laquelle partent des côtes particulières, plus courtes, compoſées chacune de dix à douze rangs de folioles ſeſſiles, alternes ou oppoſées. Ces folioles ſont d'un vert luiſant, ovales, arrondies, terminées a leur ſommet par une pointe mouſſe. Les plus grandes folioles ont deux pouces & demi de longueur, ſur un pouce de largeur. La cote, ſur laquelle elles ſont rangées, eſt convexe en deſſous, & creuſée en gouttiere en deſſus dans route ſa longueur. La côte principale, qui porte toutes ces côtes chargées de folioles, eſt convexe en deſſous, creuſée en gouttiere en deſſus, & eſt fort groſſe à ſa baſe, en forme de talon. Elle à trois pieds de longueur, & la feuille entière à deux pieds de largeur. Ces feuilles, en tombant, laiſſent ſur les branches l'impreſſion de leurs attaches qui, ſubſiſte pendant trois ou quatre années.
Les fleurs naiſſent à l'extrémité des branches & des rameaux, ſur de grandes, longues & amples panicules dont la cime de cet arbre paroît toute couverte ; & comme elle s'élève droit, & que les fleurs ſont bleues, on les apperçoit de très loin. Les panicules ſont ligneuſes, branchues & rameuſes. Les branches ſont oppoſées, diſpoſées en croix, les rameaux le ſont auſſi : il y a quelques branches qui ſont alternes, de même que des rameaux. Les fleurs naiſſent par petits bouquets ſur les branches & les rameaux. Ces bouquets ſont alternes ou oppoſés. Chaque bouquet eſt porte ſur un très petit pédoncule, ſur lequel ſont articules deux autres petits pédoncules garnis à leur baſe de deux petites écailles. Chacun de ces pédoncules porte cinq à ſix fleurs qui ont leur pédoncule particulier, & ſont accompagnés à leur baſe de deux petites écailles qui tombent.
Le calice eſt d'une ſeule pièce, en forme de coupe, de trois lignes de long, d'un vert bleuâtre ; il eſt charnu. Son bord ſe terminé par cinq petites dentelures aiguës.
La corolle eſt bleue, monopétale, irrégulière. C'eſt un tube long de neuf lignes, comprimé, qui, en ſortant du calice, ſe courbe, s'évaſe & ſe partage à ſon ſommet en cinq lobes inégaux, dont les deux ſupérieurs ſont un peu plus grands que les trois inférieurs. Ce tube en deſſus eſt ſtrié, & en dedans il eſt hériſſé de poils blancs, il eſt attaché autour d'un diſque qui occupe le fond du calice.
Les étamines ſont au nombre de cinq, placées a la paroi intérieure & preſqu'inférieure du tube. De ces cinq étamines il, en à deux longues, deux plus courtes, & une cinquième beaucoup plus longue qui avorte. Le filet de cette dernière eſt applati & nud par le bas, plus large à ſa partie ſupérieure, laquelle eſt bordée d'une houpe de poils qui bouchent l'ouverture du tube de la corolle. Les filets des quatre autres étamines ſont grêles & portent chacun une petite anthère à deux bourſes ſéparées par un ſillon, Ces bourſes s'ouvrent en deux valves.
Le piſtil eſt un ovaire comprimé, marqué de chaque côté d'un ſillon longitudinal. Il eſt porte ſur le diſque, ſurmonté d'un style, terminé par un stigmate à deux lames.
L'ovaire devient une capsule à deux loges ſéparées par une cloiſon mitoyenne, à laquelle ſont attachées, ſur chaque face, des semences applaties, bordées d'un large feuillet mince, blanc & membraneux, & couchées les unes ſur les autres. Cette capſule s'ouvre entièrement en deux valves qui tombent ſéparement. Elle eſt arrondie, platte, ſèche & coriace.
Cet arbre eſt appelle par les habitans ONGUENT PIAN, & COPAIA par les Galibis. Quelques habitans ſe perſuadent que c'eſt une eſpèce de Simarouba ; c'eſt pour cette raiſon qu'ils en ſont uſage pour guérir les dévoiements & les dyſſenteries. Ils ſont une tiſane avec l'écorce; elle eſt purgative, & le plus ſouvent elle excite le vomiſſement.
Les Nègres préparent avec le ſuc de ſes feuilles un extrait pour frotter & couvrir les parties affectées de la maladie appellée Pian.
Cet arbre eſt très commun dans les forêts de l'Iſle de Caïenne, & dans celle de la Guiane.
II eſt en fleur dans le mois d'Août, & en fruit dans le mois de Novembre. à meſure qu'il pouſſe de nouvelles feuilles, les anciennes tombent, & laiſſent une forte impreſſion de leurs attaches.

On a diminué beaucoup la feuille entière qu'on a représentée. La foliole ſéparée, la branche avec ſes fleurs ſont de grandeur naturelle. »
— Fusée-Aublet, 1775.